# Le fleuve aux grandes eaux
Le fleuve aux grandes eaux, englischer Titel The Mighty River, ist ein kanadischer animierter Kurzfilm von Frédéric Back aus dem Jahr 1993.

## Handlung
Einst floss ein mächtiger Strom durch Kanada in das Meer. Das Wasser war Habitat unzähliger Lebewesen. Es gab reiche Fischbestände, Wale und Riesenschildkröten und die Ufer waren Nistplatz für Vögel, Brutplatz für Robben und Pinguine. Die Ureinwohner gaben dem Strom den Namen „Magtogoek“, die ersten Siedler nannten ihn Sankt-Lorenz-Strom. Als Jacques Cartier Kanada entdeckte, fand ein erstes Massenschlachten statt. In der Folge wurden die Tierbestände des Flusses immer systematischer dezimiert, um mit dem Fell, Wal-Tran und den Zähnen von Walrossen reich zu werden. Nicht nur die Tierwelt hatte unter den Menschen zu leiden. Auch die Baumbestände der Flussgegend wurden im Zuge von Schiffs- und Papiermühlenbau dezimiert.
Konnte sich der Fluss immer wieder erholen, zerstörten ihn die letzten 100 Jahre zur Jetztzeit nahezu vollkommen. Die Tierbestände sind hochgradig gefährdet, das Wasser entlang der Großstädte verschmutzt, die natürliche Fließrichtung des Flusses durch Begradigungen und Schleusen unterbrochen. Während die Menschen an den Börsen vor Profitgier kopflos werden und der Himmel sich vor Luftverschmutzung braun färbt, wird es Zeit, den Ruf des Magtogoek zu erhören und Mensch und Fluss miteinander auszusöhnen.

## Produktion
Für die Entwicklung von Le fleuve aux grandes eaux bereiste Frédéric Back unter anderem Québec, Rimouski, Forillon und Havre-Saint-Pierre sowie per Schiff Blanc-Sablon. Bei der Entstehung des Films und dem Erzähltext arbeitete Back eng mit Biologen und Historikern zusammen. Ziel war es, ein möglichst authentisches Bild des Flusses zu zeichnen und damit eine verlässliche Quelle für Studenten, Lehrer und die Öffentlichkeit zu schaffen. Bereits mit Der Mann, der Bäume pflanzte hatte sich Back mit umweltpolitischen Themen auseinandergesetzt. Biologe Claude Villeneuve schrieb auf Basis des Films ein gleichnamiges Buch, das von Back illustriert wurde und 1995 bei Les Éditions Québec-Amérique et la Société Radio-Canada erschien.
Back animierte den Film auf sogenannten „frosted cels“, d. h. Folien mit aufgerauter Oberfläche, die normalerweise im Ingenieurwesen genutzt werden. Er hatte diese Technik bereits bei früheren Filmen wie Tout-rien genutzt. Im Gegensatz zu diesen wurden die Folien inzwischen jedoch mit glatterer Oberfläche hergestellt, sodass Back größere Schwierigkeiten beim Animationsprozess hatte. Die Farben erschienen hier weniger lebhaft und kräftig.
Erzähler der französischsprachigen Fassung ist Paul Hébert, der der englischsprachigen Fassung ist Donald Sutherland.

## Auszeichnungen
Auf dem Festival d’Animation Annecy erhielt Le fleuve aux grandes eaux 1993 den Cristal d’Annecy als besten Kurzfilm. Beim Hiroshima International Animation Festival im folgenden Jahr wurde ihm der Hauptpreis verliehen.
Von der Los Angeles Film Critics Association Awards wurde Fréderic Back 1993 mit dem LAFCA Award für die Beste Animation ausgezeichnet; er erhielt zudem 1994 auf dem Ottawa International Animation Festival den OIAF Award für den besten Film (10–30 Minuten).
Le fleuve aux grandes eaux war 1994 für einen Oscar in der Kategorie „Bester animierter Kurzfilm“ nominiert, konnte sich jedoch nicht gegen Wallace & Gromit – Die Techno-Hose durchsetzen.